# 玛丽·萨普
瑪麗·薩普（英語：Marie Tharp，1920年7月30日—2006年8月23日），美國女性地質學家、海洋學家。她與布鲁斯·希森合作繪製了世界上第一幅科學性的全球海底地形圖。薩普的研究讓大眾得以知道大西洋中洋脊的存在，揭示了詳細的海底地形和多維地理景觀。薩普對大西洋中洋脊的發現改變了大眾對大陆漂移学说的科學認知，更進一步促進了板塊構造學說和大陸漂移學說被接受。

## 生平與經歷
薩普生於密西根州伊普西蘭蒂，她的父親威廉在美國農業部製作土壤分類地圖，母親貝爾塔是德語和拉丁語教師。薩普經常陪她的父親進行實地考察，因此她很早就接觸到了製圖。 儘管如此，她對從事田野工作沒有興趣，因為在那個時代這被認為是男人的工作。
薩普於1943年獲得俄亥俄大学英語和音樂學士與四個副修學位。在密歇根大学獲得地質學碩士學位後進入印第安納標準石油擔任地質學家，並在任職該公司期間獲得塔尔萨大学數學學士學位。在此公司任職期間，薩普開始發現公司不允許女性從事實地考察工作，並指允許她為其他男同事的實地考察旅行準備相關地圖和數據。
1948年時薩普遷往紐約市，並且她被哥倫比亞大學的莫里斯·尤因雇用而進入拉蒙特地質實驗室擔任製圖師。之後她認識了布鲁斯·希森，並且早期任務是以攝影資料尋找第二次世界大戰期間被擊落的軍用飛機。之後，薩普和希森開始一起繪製海底地形圖。繪製海底地形圖的前18年中，希森登上拉蒙特－多赫提地球觀測所所屬研究船維馬號收集海底地形資料。而薩普在那個女性當時不能上船工作的時代則在辦公室內繪製地形圖。薩普早期的研究成果因為其性別因素而被限制，並且她直到1965年才得以加入資料收集的研究船航行。她並且獨立使用來自伍兹霍尔海洋研究所研究船亞特蘭提斯號研究船和地震儀偵測震央在海面下地震的資料進行研究。最後她和希森共同試圖系統性地繪出首幅全世界的海底地形圖。

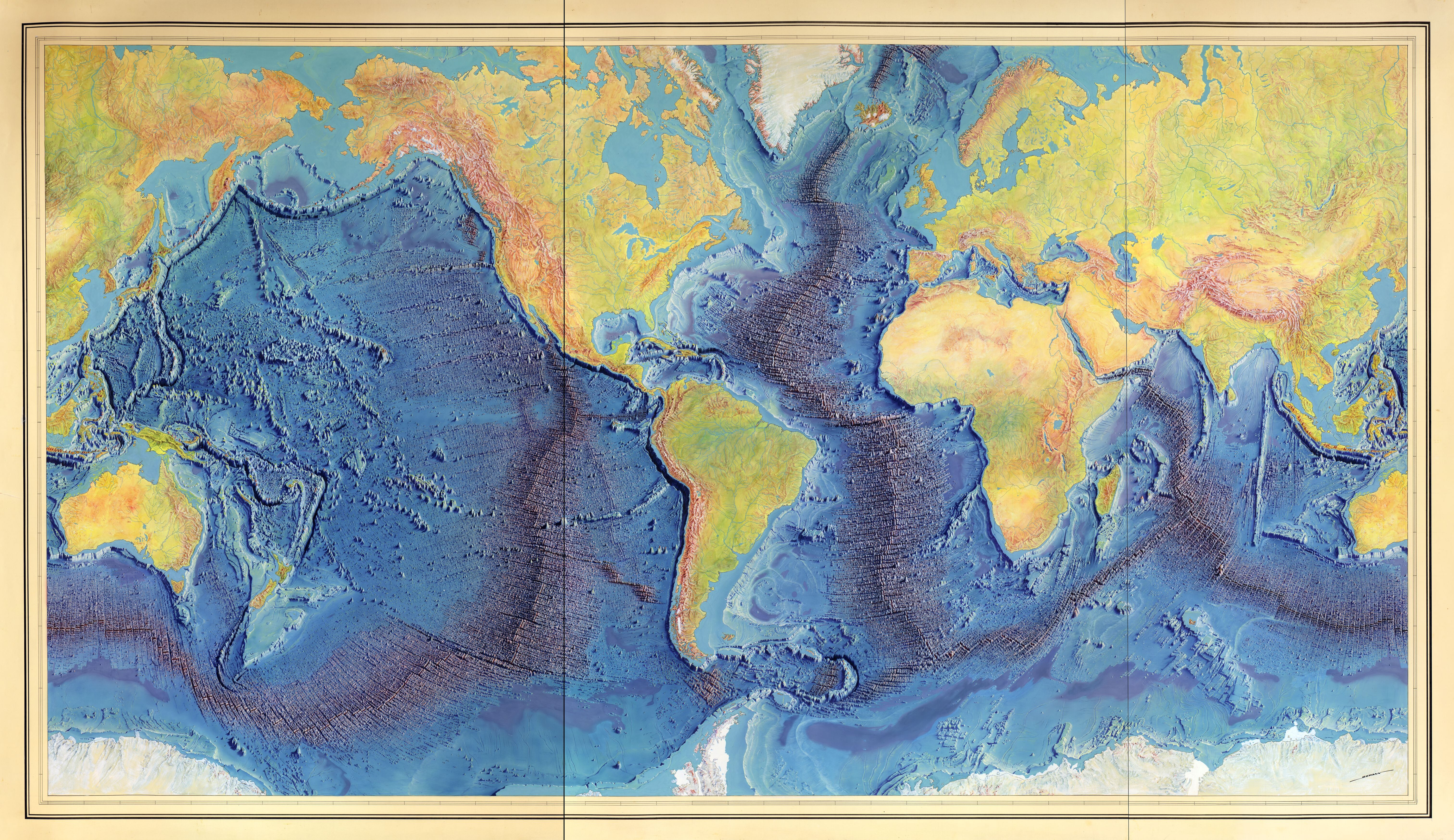

薩普和希森於1957年出版了第一幅北大西洋海床的地貌圖。之後兩人和奧地利景觀藝術畫家海因里希·貝倫合作，於1977年出版了涵蓋全世界海床的地形圖，同年希森逝世。希森雖然起初相信膨脹地球說，但在薩普的研究之下，希森轉而相信板块构造论和大陆漂移学说。
薩普於1983年自哥倫比亞大學退休，之後她在紐約州南奈亞克經營地圖分銷。
薩普於2006年8月23日因為癌症在紐約州奈亞克病逝。

## 獎項及榮譽
瑪麗·薩普的研究成果主要是在晚年才得到大眾認可。她獲得的獎項包括：
- 1978年 – 國家地理學會哈伯德獎章
- 1996年 – 女性地理學家協會傑出成就獎
- 1999年 – 伍茲霍爾海洋研究所的瑪麗西爾斯海洋學女性先驅獎
- 2001年 – 拉蒙特-多爾蒂地球觀測站遺產獎

### 網頁
- C250 Celebrates 250 Columbians Ahead of Their Time （页面存档备份，存于）: Entry on Marie Tharp.
- Woods Hole Oceeanographic Institution. "Marie Tharp Honored at Women Pioneers Seminar （页面存档备份，存于）."
- The Earth Institute at Columbia University. "Marie Tharp, Pioneering Mapmaker of the Ocean Floor, Dies." Earth Institute News, August 23, 2006.
- Nelson, Valerie. "Marie Tharp, 86; Pioneering Maps Altered Views on Seafloor Geology （页面存档备份，存于）." The Los Angeles Times, September 4, 2006.
- Hall, Stephen S. "The Contrary Map Maker" （页面存档备份，存于） The New York Times Magazine, December 31, 2006.

## 延伸閱讀
- Doel, Ronald. .  25. New York: Charles Scribner's Sons: 29–31. 1970–80. ISBN 0684101149 （英语）.

## 外部連結
- Marie Tharp Maps
- Soundings: The Story of the Remarkable Woman Who Mapped the Ocean Floor by Hali Felt （页面存档备份，存于） （台灣中文版由貓頭鷹出版於2017年11月出版，中文書名《聽見海底的形狀：奠定大陸漂移說的女科學家》，ISBN：9789862623398）
- Marie Tharp （页面存档备份，存于） at Columbia University